# Миротворчество
Миротворчество — практическая трансформация конфликта, направленная на установление справедливых отношений, достаточно прочных, чтобы предотвратить будущие конфликты. Миротворчество включает создание средств согласования этических решений внутри сообщества или между сторонами, которые ранее участвовали в насильственных ответах на конфликт. Направлено на достижение полного примирения между противниками и нового взаимопонимания между заинтересованными сторонами.

## Миротворчество и правосудие
Применительно к вопросам уголовного правосудия миротворчество обычно называют восстановительным правосудием (restorative justice), но иногда также и преобразующим правосудием (transformative justice) — термин, придуманный теоретиком правосудия Рут Моррис (Ruth Morris).

## Посредничество
Одним из популярных примеров миротворчества являются несколько типов посредничества на основе взаимно оговоренных принципов (например ООН), обычно между двумя сторонами с участием третьей стороны — посредника.

## Методы
Зачастую национальные государства и международные организации относят «миротворчество» к крупным, системным, конфликтам, в которых ни один член сообщества не может избежать участия и в которых ни один сегмент не может претендовать на свою полную невиновность в проблемах, приводя в качестве примеров ситуации после геноцида или апартеида. Однако миротворчество — это универсальный и проверенный временем подход к разрешению конфликтов на всех уровнях и между всеми сторонами, и его принципы можно обобщать и использовать во многих различных видах конфликтов.

### Мирное урегулирование
В современных международных отношениях, особенно после окончания «холодной войны», концепция миротворчества часто ассоциировалась с навязыванием воюющим сторонам мирного урегулирования, обычно под эгидой международной организации. Миротворчество в небольших традиционных обществах часто включает ритуалы. Например, Алула Панкхерст (Alula Pankhurst) сняла фильмы о миротворчестве среди эфиопских общин.

### Ненасилие
Процесс миротворчества отличается от пацифизма, ненасильственного протеста или гражданского неповиновения, хотя они часто практикуются одними и теми же людьми. Действительно, те, кто осваивает использование ненасильственных методов в условиях крайнего насильственного давления, и те, кто возглавляет других в таком сопротивлении, обычно демонстрируют способность не реагировать на насильственные провокации в ответ и, таким образом, могут более успешно работать с группами людей, которые возможно, пострадали от насилия и угнетения, поддерживая их скоординированность и порядок на необходимых, часто трудных этапах восстановления отношений. Учитывая это, а также опыт отказа от насильственных мер, именно такие лидеры обычно наиболее квалифицированы для миротворчества в условиях возобновления конфликта между ранее воюющими сторонами.

### Ганди
Махатма Ганди — теоретик миротворчества. Он отметил, что лидеры, добившиеся успеха в насильственных стратегиях, оказались контрпродуктивными в мирное время, поскольку после конфликта от этих стратегий пришлось отказаться. Но если конфликтующие стороны следовали таким лидерам, то вряд и могли бы заключить прочный мир даже с теми фракциями, которые оно завоевало или над которыми оно доминировало просто потому, что лидерам не хватало навыков и они стали лидерами отчасти из-за подавления противника. Соответственно, даже если бы движение выиграло от насильственных действий, и даже если бы такие действия были чрезвычайно эффективными в прекращении какого-либо другого угнетения, ни одно движение, стремящееся к долгосрочному миру, не могло бы безопасно поддерживать эти действия или людей в качестве морального примера или советовать подражать им. Взгляды Ганди повлияли на современных специалистов по этике, сформировавших критику терроризма, согласно которой даже те, кто поддерживает цели, должны осуждать методы и избегать превращения, например террориста-смертника в героя.

### Христианство
Взгляды Католической церкви на миротворчество изменялись со временем. Некоторые ранние христиане отказывались присоединиться к императорской армии Рима. Доктрина теории справедливой войны возникла у святого Августина в V веке. Версии доктрин справедливой войны утверждают, что страны и люди должны сохранять мир любой ценой. Право правителя начать войну должно соответствовать критериям справедливой причины, сравнительной справедливости, компетентной власти, правильного намерения, вероятности успеха, крайней меры и соразмерности. Колумбийский конфликт является сегодня ярким католическим примером. Традицию христианства продолжают подхватывать те, кто ищет мира. Иисус Христос учил: «[…] все, взявшие меч, от меча погибнут» (Мф. 26:52). Ряд других высказываний Иисуса призывает к миротворчеству. Через двадцать лет после прекращения Конкордата с нацистской Германией Папа Павел VI провозгласил: «Нет больше войны, войны никогда больше!». В XX веке проходил ряд меж-христианских миротворческих конференций.